# Lainville-en-Vexin
Lainville-en-Vexin là một xã thuộc tỉnh Yvelines, trong vùng Île-de-France, Pháp, có cự ly khoảng 15 km về phía đông bắc Mantes-la-Jolie và 11 km về phía tây bắc của Meulan.
Người dân địa phương trong tiếng Pháp gọi là Lainvillois
Các xã giáp ranh: Arthies, Wy-dit-Joli-Village và Avernes về phía bắc, Aincourt và Sailly về phía tây, Brueil-en-Vexin và Montalet-le-Bois về phía nam, Frémainville và Jambville về phía đông. 

## Thông tin nhân khẩu
| 1793 | 1800 | 1806 | 1821 | 1831 | 1836 | 1841 | 1846 | 1851 |
| ---- | ---- | ---- | ---- | ---- | ---- | ---- | ---- | ---- |
| 372  | 352  | 384  | 345  | 354  | 331  | 343  | 330  | 326  |

| 1856 | 1861 | 1866 | 1872 | 1876 | 1881 | 1886 | 1891 | 1896 |
| ---- | ---- | ---- | ---- | ---- | ---- | ---- | ---- | ---- |
| 297  | 272  | 272  | 288  | 288  | 256  | 264  | 251  | 283  |

| 1901 | 1906 | 1911 | 1921 | 1926 | 1931 | 1936 | 1946 | 1954 |
| ---- | ---- | ---- | ---- | ---- | ---- | ---- | ---- | ---- |
| 278  | 263  | 208  | 219  | 216  | 260  | 195  | 159  | 201  |

| 1962                                         | 1968 | 1975 | 1982 | 1990 | 1999 | - | - | - |
| -------------------------------------------- | ---- | ---- | ---- | ---- | ---- | - | - | - |
| 210                                          | 179  | 288  | 412  | 664  | 753  | - | - | - |
| Số liệu kể từ 1962 : dân số không tính trùng |      |      |      |      |      |   |   |   |